# Euthalia kosempona
Euthalia kosempona är en fjärilsart som beskrevs av Hans Fruhstorfer 1908. Euthalia kosempona ingår i släktet Euthalia och familjen praktfjärilar. Inga underarter finns listade i Catalogue of Life.